# Melasseulykken i Boston
Melasseulykken i Boston fandt sted den 15. januar 1919 i bydelen North End i Boston, Massachusetts. Melasse var det almindeligste sødemiddel i USA på den tid, og blev brugt i blandt andet bagværk og til produktion af rom.
Ulykken skete da en 15 m høj melassetank hos Purity Distilling Company eksploderede. Tanken indeholdt omkring 9,5 millioner liter, og eksplosionen var kraftig nok til at rive skinnerne op og vælte et tog på jernbanelinjen ved siden af fabrikken. Flere bygninger blev også raseret. Melassen strømmede ud i en bølge med en højde på mellem 2,5 og 4,5 meter, en fart anslået til ca. 56 km/t og et tryk på 200 kPa.
21 mennesker omkom og 150 blev skadet da den viskøse masse ramte dem. De fleste af dødsofrene blev kvalt af melassen. Det tog mere end seks måneder at fjerne melassen fra brostensgader, hus og biler, og vandet i havnen var stadig brunt sommeren 1919. Purity Distilling betalte over en million dollar i erstatning, hvilket svarer til omkring 11 millioner dollar i dag. Retssagen var et af de første massesøgsmål i Massachusetts.
Årsagen til ulykken er ikke helt klarlagt. Én teori er at tanken blev overfyldt, fordi selskabet ønskede at producere så meget alkohol som mulig før et forbud blev indført (hvad der skete dagen efter, da den 18. tilføjelse til USA's forfatning blev vedtaget). Andre muligheder er at gæringsprosessen i melassen tog overhånd således at trykket i tanken blev for stort, eller at de usædvanligt høje temperaturstigninger i byen førte til ustabile forhold i tanken. Det er registreret at temperaturen havde ændret sig fra −17 °C til 4 °C i tidsrummet kort før ulykken skete.
Det hævdes at der på varme dage fortsat pibler melasse op fra gaden i området omkring fabrikken.

## 42°22′07″N71°03′21″V/42.3685°N 71.055833333333°V/42.3685; -71.055833333333Eksterne henvisninger
- Great Molasses Flood of 1919: Why This Deluge of Goo Was So Deadly. LiveScience 2016